# Ахенские минеральные воды
Аахенские минеральные воды — минеральные источники в Ахене, посещавшиеся уже в римское время, принадлежат к числу горячих источников, содержащих в себе соляно- и сернокислые щёлочи.

## Состав вод
Основные минеральные составные части: хлористый натрий, сернокислый натр, бромистый и йодистый натрий, сернокислое кали и углекислые щелочные земли. По своему положению источники эти разделяются на верхние и нижние, из которых первые имеют более высокую температуру и выделяют более серноводородистого газа, чем последние (45—56° по Цельсию). Они преимущественно влияют на слизистую оболочку и употребляются против подагры, ревматизмов, хронических сыпей, хронических катаров, геморроев, болезней печени, невралгий, остатков сифилиса и т. п.

## Состояние курорта в XIX веке
В конце XIX века главными местами гулянья для отдыхающих служили колоннады Элизенбруннена с окружающими его садами и кургауз с его великолепным залом в стиле рококо. Летний сезон продолжался с 1 мая до конца октября. Число ежегодных посетителей, пользовавшихся в те времена источниками, набиралось до 4000.